# ميخائيل كلاشنيكوف
الفريق ميخائيل تيمافییویتش كالاشنیکوف (بالروسية: Михаи́л Тимофе́евич Кала́шников) ولد في 10 نوفمبر 1919 وتوفي في 23 ديسمبر 2013 عن عمر ناهز 94 سنة، كان كلاشينكوف عسكري ومخترع روسي عرفه العالم من خلال السلاح الرشاش إيه كيه-47 الذي اخترعه وُيعرف باسمه.

## حياته

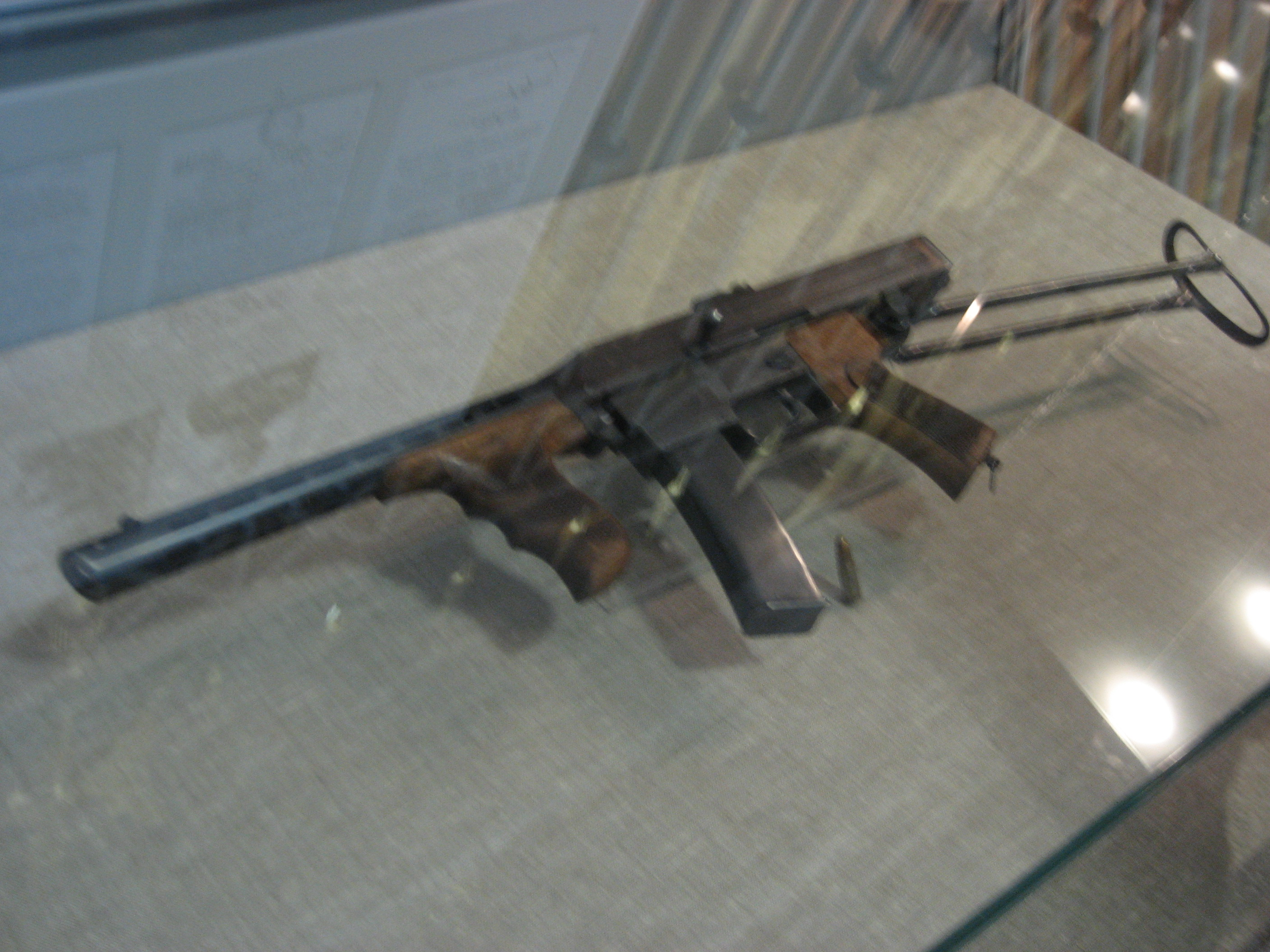
Kalashnikov's first submachine gun

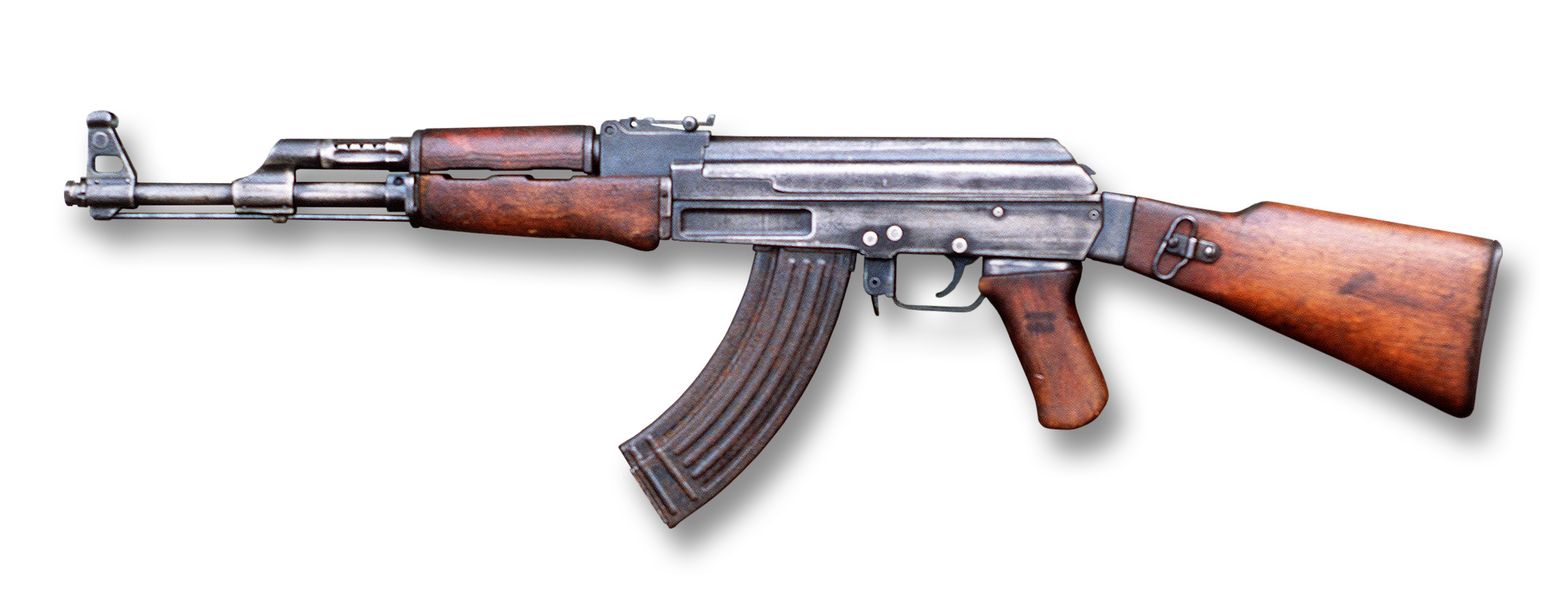
A Type 2 AK-47, the first machined receiver variation

ولد ميخائيل تيموفييفتش كلاشنيكوف لأسرة فقيرة كانت تعمل في الفلاحة وقد أنجبت والدته 18 طفلاً، وكان هو أحد الثمانية الذين بقوا على قيد الحياة. بدأ ميخائيل حياته المهنية عندما عمل فنياً في محطة للقطارات في كازاخستان حيث تعلم الكثير عن الميكانيكا. في العام 1938 انضم كلاشنيكوف للجيش وعمل في وظيفة تقني لدبابة هجومية وفي هذا الموقع أظهر مهاراته العالية في ميدان تصنيع الأسلحة إذ اخترع وهو ابن عشرين عاماً بعض التجهيزات التي لاقت استحساناً كبيراً من قبل الجنرال جوكوف أحد أشهر الضباط في التاريخ السوفيتي.

## الحرب العالمية الثانية
مع اندلاع الحرب العالمية الثانية شارك كلاشنيكوف في معركة بريانسك عام 1941 ضد الألمان وجرح خلال المعركة ثم نقل بعدها إلى أحد المستشفيات الروسية لتلقي العلاج، وعن تلك الفترة يقول كلاشنيكوف «هناك وعلى الرغم من الآلام التي كنت أعاني منها بسبب جروحي كانت هناك فكرة وحيدة تسيطر على ذهني طيلة الوقت وهي كيف يمكن اختراع سلاح يسمح بقهر الفاشيين.» ابتداء من تلك الفكرة وتلك الفترة وبعد جهود استمرت خمس سنوات توصل كلاشنيكوف إلى اختراع البندقية الرشاشة الهجومية AK-47 التي حملت اسمه.
رغم أن كلاشنيكوف لم يكمل تعليمه إلا أنه بات مخترعاً عظيماً بعد ذلك وحصل في العام 1949 على جائزة ستالين التي وفرت له مبلغ مئة وخمسين ألف روبل، أي ما كان يشكل ثروة حقيقية وما عبر عنه هو نفسه بالقول: «بواسطة هذا المبلغ كان يمكنني شراء دزينة سيارات ذات أرقى طراز.» كان كلاشنيكوف يحمل آنذاك رتبة عريف فقط وقد تفرغ منذ ذلك الوقت لتحسين تقنيات صناعة سلاحه والتفكير باختراع نماذج جديدة منه.

## ما بعد الحرب
منذ العام 1950 أصبح عضواً في مجلس السوفيت الأعلى، الأمر الذي سمح له بأن يرى من بعيد ستالين وبقي في هذا المجلس حتى تم حله عام 1988 منذ بداية الخمسينيات بحيث لم يغب عنه سوى عشر سنوات خلال هذه الفترة كلها وذلك عندما مات ستالين وخلفه نيكيتا خروتشوف.
عن دخوله المجلس يقول «باستثناء زملائي في المصنع لم أكن أعرف أحداً ولم يكن أحد يعرفني وعندما تم الإعلان عن تعييني كمرشح للنيابة، صعقت.» وكان معه في ذلك المجلس العديد من الشخصيات الروسية البارزة في عدد من المجالات مثل الشاعر رسول حمزاتوف ورائد الفضاء يوري غاغارين والكاتب ميخائيل شولوخوف وجراح العيون سفياتوسلاف فيودوروف.
حرص الاتحاد السوفيتي اخفاء هوية كلاشنيكوف معتبرين ذلك سراً عسكرياً، فعند قيامه بأول رحلة له خارج البلاد في العام 1970 برفقة زوجته إلى بلغاريا تلقى امراً بالمرور على مقر جهاز الاستخبارات السوفيتية (الكي جي بي). كانت التعليمات واضحة، وهي أن لا يعرف البلغاريون أبداً هويته، لا سيما وأن المجموعة السياحية كلها كانت ستزور مدينة كازانليك حيث يوجد مصنع لرشاشات كلاشنيكوف بل وكان ينبغي أن لا يعرف أعضاء المجموعة السياحية أنفسهم هويته الحقيقية التي ينبغي ان تبقى سراً عسكرياً.
رغم أنتخابه 6 مرات لعضوية مجلس السوفيت الأعلى إلا أنه لم يصبح أحد أعضاء النخبة السياسية الشيوعية النافذين فإنه لم يؤيد أبداً السياسة التي انتهجها ميخائيل غورباتشوف منذ توليه السلطة في الاتحاد السوفيتي عام 1985، والتي أدت إلى انهياره.
رغم الشهرة التي امتاز بها السلاح الذي ابتكره إلا أن ميخائيل كلاشنيكوف لم يتلق أي مبلغ عن أي قطعة أنتجت أو صنعت لسلاحه كما لم يحصل على براءة اختراع لبندقيته تلك.
منذ العام 1949 وكلاشنيكوف يعيش ويعمل في إحدى القرى الواقعة شرق روسيا. وكان يملك 30 % من شركة ألمانية يديرها حفيده إيجور، وتقوم الشركة بتعديل العلامات التجارية وإنتاج بضائع تحمل اسم كلاشنيكوف مثل الفودكا والمظلات والسكاكين.

## وفاته
توفي في 23 ديسمبر 2013 بعدما أدخل العناية المركزة بمستشفى في مدينة إيجيفسك الروسية في 17 نوفمبر من العام نفسه. قدم التعازي فيه الرئيس فلاديمير بوتين، ووصف رئيس الوزراء ديمتري ميدفيديف رحيله بأنه «فقدان هائل لا يمكن التعويض عنه بالنسبة لبلادنا كلها». أقيمت مراسم تشييعه في المجمع العسكري الفيدرالي بضواحي موسكو وحضر التشييع الرئيس بوتين ووزير الدفاع سيرغي شويغو ورئيس الديوان الرئاسي سيرغي إيفانوف.
في عام 2020؛ صدر فيلم يحكي حياة ميخائيل كلاشنيكوف بعنوان "كلاشنكوف" من إخراج كونستانتين بوسلوف وبطولة يوري بوريسوف في دور ميخائيل كلاشنيكوف.